# Geschichte der Stadt Esens

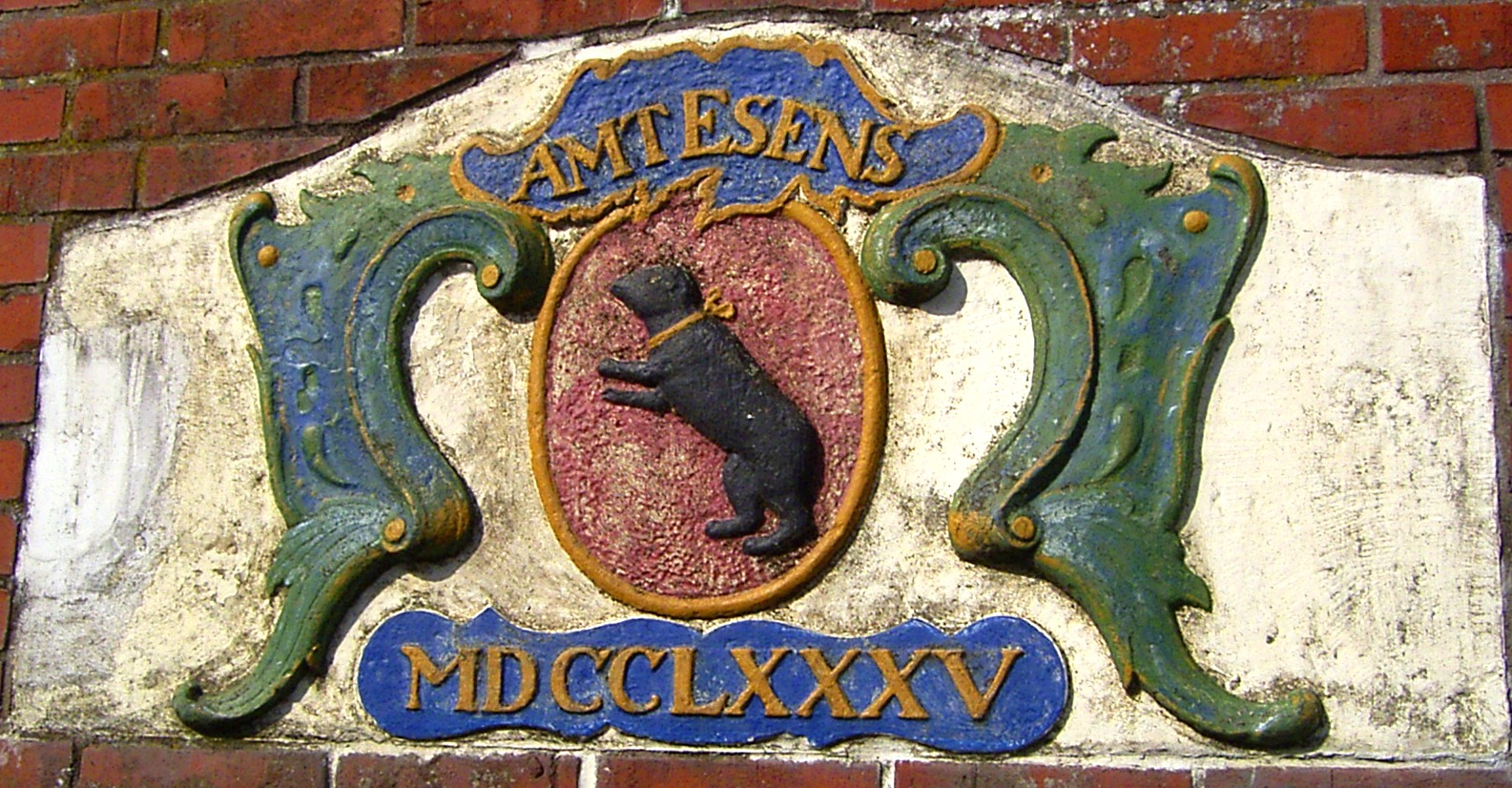
Historisches Amtswappen

Die Geschichte der Stadt Esens beginnt um das Jahr 800. Erstmals wird Esens 1310 in seiner ursprünglichen Schreibweise Eselingis erwähnt. Spätere Namen der Stadt waren Ezelynck (1420), Eselinge (1421) und Ezense (1424). Die Stadt war lange Zeit Hauptort des Harlingerlandes, das auch nach seiner Vereinigung mit Ostfriesland seine weitgehende Eigenständigkeit bewahren konnte. Mit dem Übergang Ostfrieslands an Preußen begann 1744 der langsame Abstieg der Stadt, der erst im 20. Jahrhundert beendet werden konnte, als der Tourismus an wirtschaftlicher Bedeutung gewann.

## Mittelalter bis 1540
Ein genaues Gründungsdatum des Ortes ist unbekannt. Funde aus der Völkerwanderungszeit (Urnen in Norddorf, Langhäuser und Keramik aus dem frühen siebten bis zur Mitte des 8. Jahrhunderts) lassen eine kontinuierliche Besiedlung des Umlandes vermuten. Im Stadtgebiet selbst fehlen Hinweise auf eine jungsteinzeitliche oder bronzezeitliche Besiedelung. Vereinzelt wurden Relikte aus der römischen Kaiserzeit entdeckt. Vermutlich wurde der Ort um 800 als Handels- und Marktort auf dem sturmflutsicheren Geestrand unweit der Küste gegründet, um dem Bedürfnis der bäuerlichen Siedler, ihre Produkte über See zu verkaufen, Rechnung zu tragen. Der Ort der Stadtgründung war günstig gewählt. Von der Landseite führten drei Handelswege nach Esens, mit der Nordsee war der Ort durch ein schiffbares Sieltief verbunden. Die Stadt konnte sich so zu einem Marktort mit überregionaler Bedeutung entwickeln. Für das Jahr 1321 ist die Anwesenheit Niederländischer Kaufleute bezeugt.
Mittelalterlicher Kern der Stadt ist das Straßenviereck um den Kirchhügel mit dem Marktplatz. Es gliederte sich in das Markt-, Steinstraßen- und das Jücherquartier. Mit der Erschließung des Neustädter Quartiers wurde der Mittelalterliche Siedlungskern abgerundet. Wann die erste Kirche in Esens errichtet wurde, ist unbekannt. Im 13. Jahrhundert wurde die St.-Magnus-Kirche an der Stelle errichtet, wo vermutlich zuvor eine Holzkirche gestanden hatte. Der Bau war eine dreischiffige Tuffsteinkirche, mit dem die Harlinger ähnlich wie die Brokmerländer oder andere ostfriesische Landesgemeinden ihre Eigenständigkeit von Landesherren zementierten.

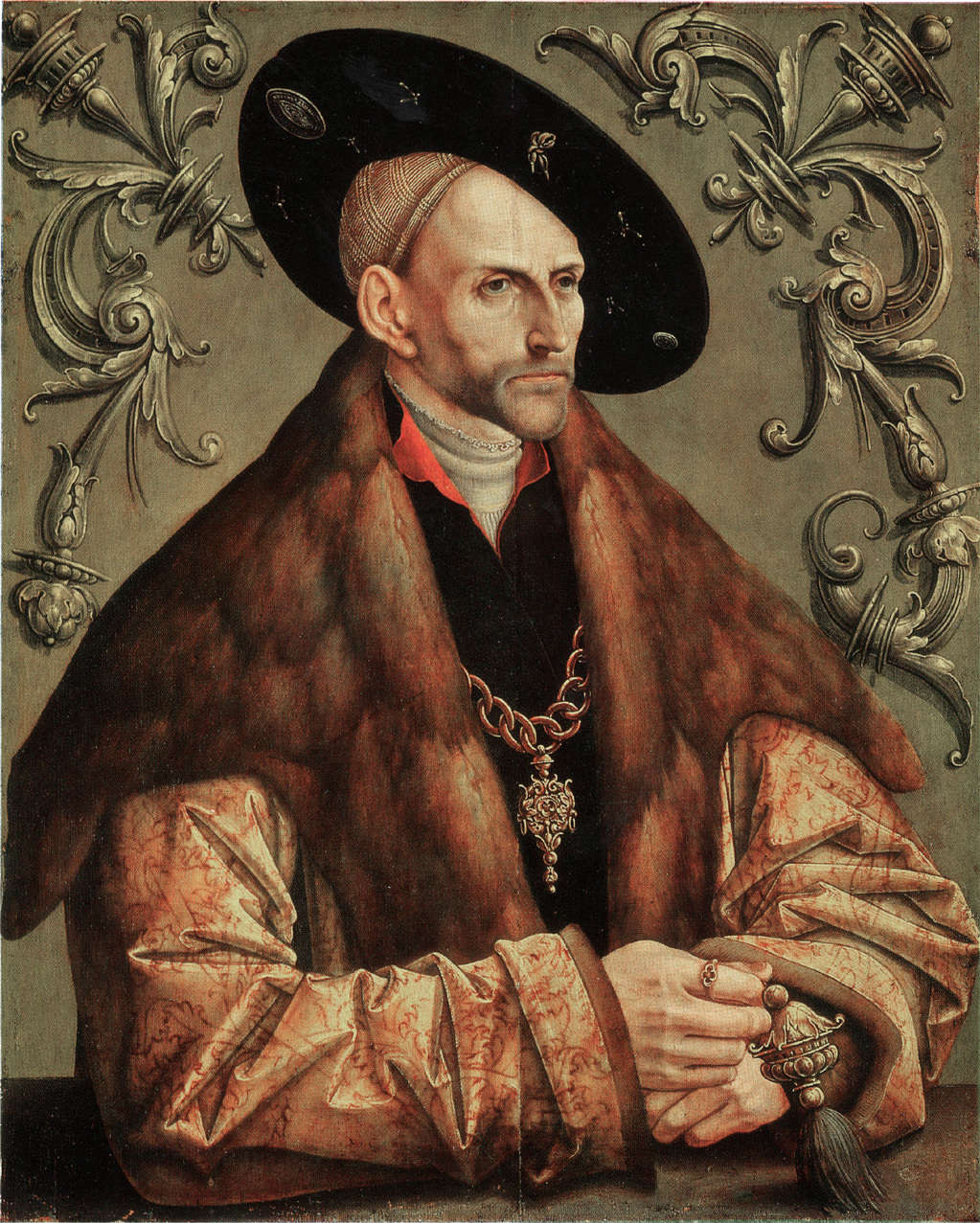
Graf Edzard I. um 1520/30. Gemälde von Jacob Cornelisz. van Oostsanen (auch genannt Jacob Cornelisz van Amsterdam).

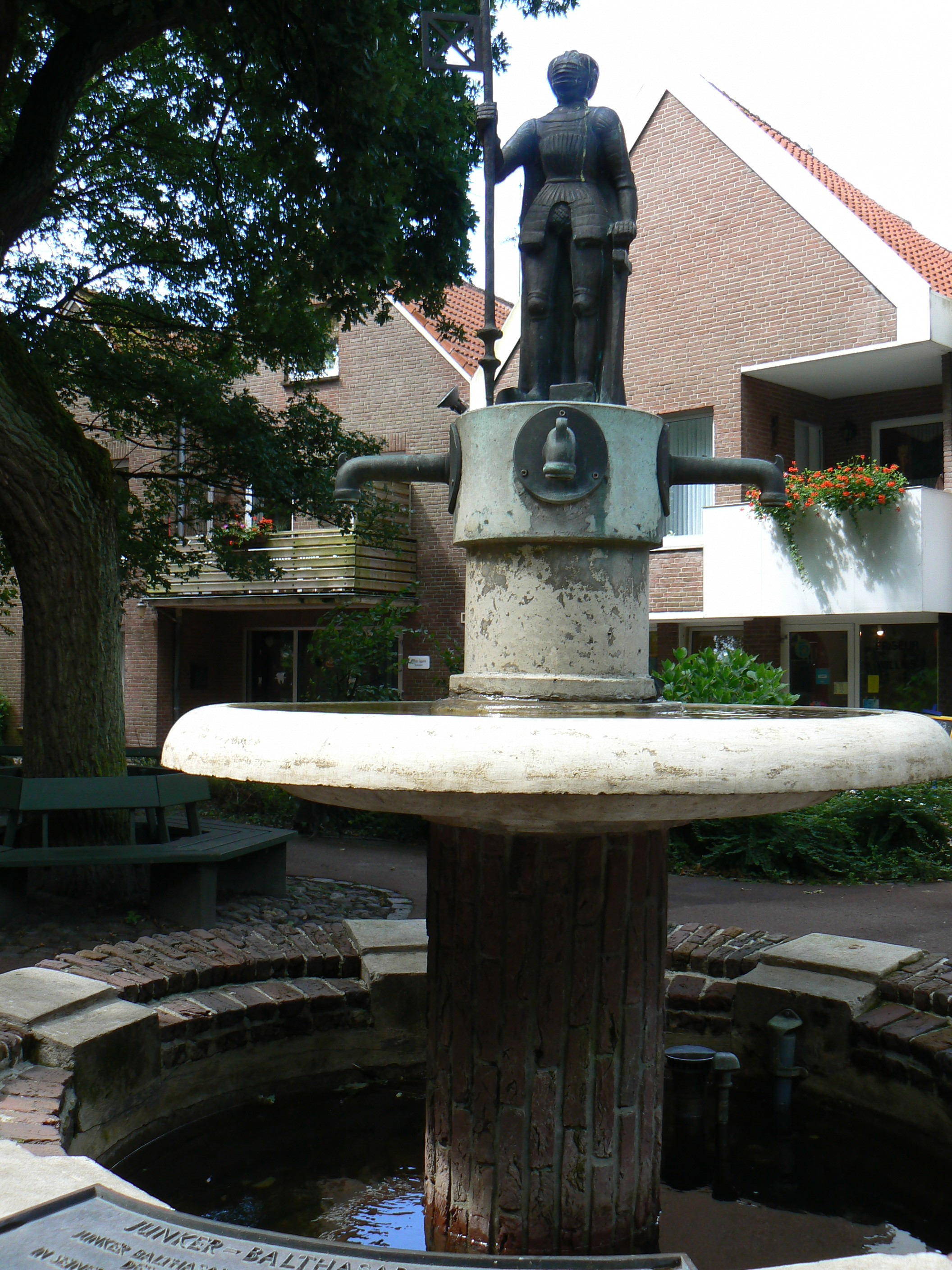
Der Junker-Balthasar-Brunnen in Esens

Im späten Mittelalter geriet das Harlingerland mit Esens unter den Einfluss der tom Brok. Von ihnen wurden die Häuptlinge von Stedesdorf als Vögte in Esens eingesetzt. In den Kämpfen um die Vorherrschaft in Ostfriesland wechselte Häuptling Wibet die Seiten, woraufhin die tom Brok 1426 Esens zerstören ließen. Nach dem Sturz des Häuptlingsgeschlechts aus dem Brokmerland stieg Wibet zum selbstständigen Häuptling des Harlingerlandes auf. Unter seiner Herrschaft wurde 1427/30 im Südosten des damals noch unbefestigten Marktfleckens die Burg Esens errichtet. Nach dem Sieg der Cirksena in den ostfriesischen Einigungskriegen fiel Esens ab 1440 in die Hände von Wibets Schwiegersohn Ulrich Cirksena, dem späteren Grafen von Ostfriesland. 1454 überließ Ulrich die Stadt dann seinem Neffen und treuen Gefolgsmann Sibet Attena. Unter seinem Sohn Hero Omken (1473–1522), der die Oberhoheit der Cirksena über das Harlingerland bestritt, wurde die Stadt 1490 mit Wall, Graben und vier Toren befestigt, was der Ausdehnung des Stadtgebietes enge Grenzen setzte, die erst gegen Ende des 19. Jahrhunderts überwunden wurden. Mehrfach versuchten die Cirksena in der Folgezeit (1494, 1515, 1524 und 1525), ihre Herrschaftsansprüche im Harlingerland mit der Belagerung der Hauptstadt zu unterstreichen. 1524 griff Graf Edzard von Ostfriesland das Harlingerland an und zwang Balthasar, den Sohn Hero Omkens, sich ihm zu unterwerfen. Nach einem daraufhin geschlossenen Vergleich musste Balthasar für den Abzug der gräflichen Truppen eine Summe von 4.000 Gulden zahlen und der Unterstützung der Vitalienbrüder entsagen. Zudem sollte die Burg in Esens geschleift werden, was aber nicht geschah. Balthasar ließ die Befestigungen der Stadt sogar noch ausbauen. So ließ er das Nordertor abtragen und dort einen Batterieturm sowie ein mit Schießscharten versehenes Gewölbe errichten. Rings um den Wall entstand ein Palisadenzaun.
Die Auseinandersetzungen mit den ostfriesischen Grafen gingen jedoch weiter. Als Enno II. als neuer Graf in Ostfriesland die Herrschaft übernommen hatte, wurde im Jahr 1529 zwischen den Parteien eine neue Vereinbarung getroffen, in welcher die gegenseitigen Ansprüche festgelegt wurden. Zuvor war ein Versuch, Balthasar trotz versprochenen Geleits zum Gefangenen zu machen, fehlgeschlagen. Ein Jahr später zwang Enno Balthasar dann in der Kirche zum Lehenseid glick anderen Junckern der Grafschap Ost-Friessland. und zum Verzicht auf den größten Teil seines Herrschaftsgebietes. Die Befestigungen von Esens wurden in der Folgezeit geschleift, die Burg jedoch nicht. Balthasar setzte sich zu seiner Schwester Onna, die mit dem dortigen Herren verheiratet war, in die Grafschaft Rietberg ab. Von dort gelangte er an den katholischen Herzog Karl von Geldern, einem erklärten Feind der protestantischen Cirksena, der ihm seine Unterstützung bei der Rückgewinnung seiner Herrschaft gewährte.
Damit brach Balthasar die so genannte Geldrische Fehde vom Zaun. Mit Gelderns Hilfe fiel er in Ostfriesland ein und richtete im ganzen Land schwere Verwüstungen und großes Leid an (siehe auch: Schlacht von Jemgum). Graf Enno war gezwungen, Balthasar seine alte Herrschaft zurückzugeben und weitere Zugeständnisse zu machen. Das Harlingerland stand allerdings von nun an unter offizieller Lehnshoheit Gelderns und verlor so seine Unabhängigkeit.
Zwischen 1537 und 1540 verlieh Balthasar Esens Stadtrechte. Zu dieser Zeit standen innerhalb der Stadtmauern schon mehr als 300 Häuser.
Mit Rückendeckung seines Verbündeten Karl von Geldern raubte und brandschatzte Balthasar in den Ländereien seiner Nachbarn. Damit brachte er sogar die sich sonst feindlich gegenüberstehenden Maria von Jever und Graf Enno dazu, sich gegen ihn zu verbünden. Mit seiner Unterstützung der Seeräuberei brachte er zudem die Hansestadt Bremen gegen sich auf. Im Sommer 1540 wurde die Stadt Esens von Truppen der mit Bremen verbündeten Herrschaft Jever belagert. Noch während der Belagerung starb der erkrankte Balthasar im Oktober 1540 als letzter männlicher Nachkomme seines Geschlechts.

## Von der Herrschaft der Rietberger bis zum Beginn der ersten Preußischen Herrschaft (1540 bis 1744)
Nach dem Tod Junker Balthasars fielen das Harlingerland und mit ihm Esens an seine Schwester, Onna von Rietberg, und deren Sohn Johann. 1547 wurden Stadt und Burg Esens durch einen zweiten Wall und Graben stärker befestigt. Dafür musste die alte Bürgerweide vor dem Herdetor weichen. Zum Ausgleich erhielten die Esenser 1563 eine neue Weide für 300 Schweine. Nach dem Aussterben der männlichen Linie der Grafen von Rietberg wurden die Grafen von Ostfriesland aufgrund der ehelichen Verbindung Ennos III. mit Walburga von Rietberg, die er 1581 in Esens geheiratet hatte, deren Nachfolger. Enno III. verzichtete 1600 im Berumer Vergleich aber zugunsten seiner Töchter auf Rietberg und erhielt dafür das Harlingerland mit Esens als Hauptstadt. 1597–1598 wütet die Pest erstmals in Esens.
Das Harlingerland blieb weiter rechtlich unabhängig, war jedoch in Personalunion mit Ostfriesland verbunden. So blieb die Kanzlei in Esens nach 1600 als Ober- und Appellationsgericht für das Harlingerland bestehen. Die Stadt diente den Cirksena bis zu deren Aussterben 1744 als zweite Residenz neben Emden und später Aurich. Ab 1611 ließen die ostfriesischen Landesherren auf der Burg in Esens Münzen prägen.

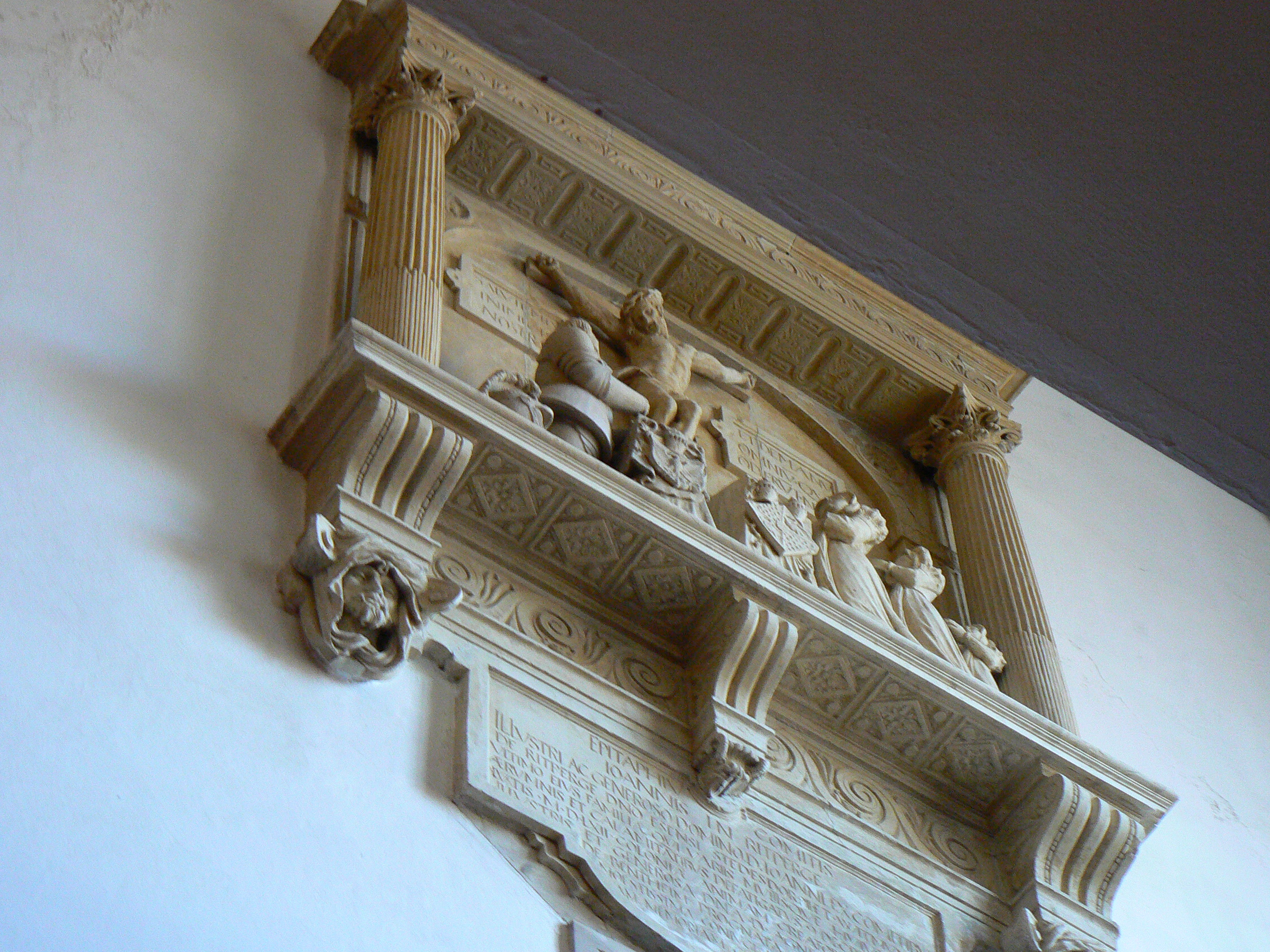
Epitaph für Walburgis von Rietberg

Am 26. Mai 1586 starb Walburgis von Rietberg kurz nach der Geburt ihres Sohnes im Alter von 30 Jahren in Esens. Mit ihr starb die Linie der Grafschaft Rietberg aus dem Hause Werl-Arnsberg aus. Ihre letzte Ruhestätte fand sie in der Magnuskirche in Esens, wo Enno II. ihr zu Ehren in der Magnuskirche ein Epitaph und ein Grabmal errichten ließ.
Während des Dreißigjährigen Krieges wurde Esens mehrfach besetzt. Zunächst zogen Truppen des Protestantischen Heerführers Ernst von Mansfeld nach Ostfriesland. Der machtlose Graf Enno III. gab seine Residenz Aurich preis und zog sich nach Esens zurück, wo er wie ein Gefangener lebte, da Truppen Ernst von Mansfelds ihm folgten, ihn festsetzten und ihm die 300.000 Taler stahlen, die laut den Bestimmungen des Berumer Vergleichs als Abfindung für die Abtretung des zunächst nicht zu Ostfriesland gehörenden Harlingerlandes durch die Grafen von Rietberg gedacht waren. Dieser Verlust hat Ennos Nachkommen in späteren Zeiten noch größere Schwierigkeiten bereitet. Nach dem Abzug der Mansfelder wurde die Stadt 1627 von Kaiserlichen Truppen unter Tilly besetzt. Anschließend besetzten hessische Truppen Esens. 1635 bricht zudem die Pest erneut aus.
In die Zeit des Dreißigjährigen Krieges fällt wohl auch die Ansiedelung der ersten Juden in Esens, von deren rund 300-jährigen Geschichte noch heute die Ruine der Synagoge, der jüdische Friedhof und das Museum im August-Gottschalk-Haus zeugen.

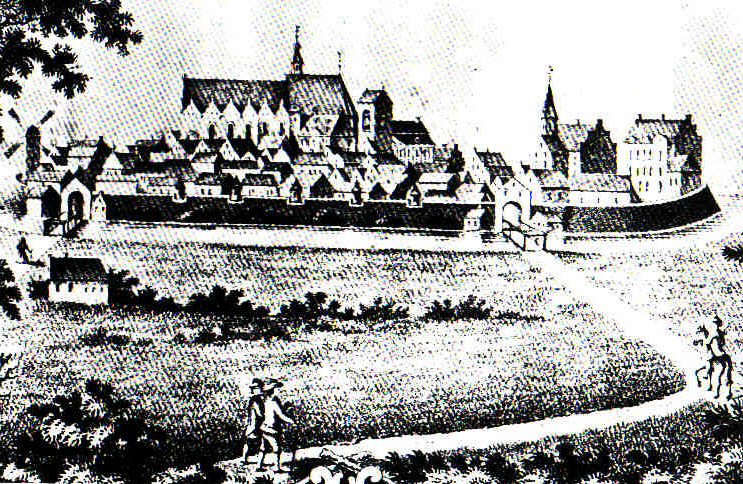
Esens im Jahre 1714

Nachdem die alte Verbindung zum Meer durch Verlandungen und Eindeichungen für große Seeschiffe nicht mehr befahrbar war, wurde im späten 17. Jahrhundert in Bensersiel ein neuer Hafen für den Ort angelegt. Zu dieser Zeit bestanden in der Stadt acht Zünfte: die Schmiedezunft, die Woll- und Leineweberzunft, die Bäckerzunft, die Zunft der Barbiere, die Zunft der Schnitger, Küfer, Glaser und Zimmerleute, die Schusterzunft, die Krämer- und Wandschneiderzunft und die Zunft der Fuhrleute.
Nach dem Erlöschen des Ostfriesischen Fürstenhauses im Jahr 1744 fiel deren gesamter Besitz und damit auch das Harlingerland an das Preußische Königreich.

## Erste Preußische Herrschaft (1744 bis 1806)
Die Preußen schleiften die nicht mehr benötigte Burg und entfestigten schließlich auch die Stadt. Bereits 1745 wurden die Kanzlei und damit auch das Obergericht in Esens geschlossen und 1748 die Münzstätte nach Aurich verlegt, und Esens wurde damit zur kleinen Provinzstadt in der Region.
Als 1781 das Berliner Gesangbuch im Harlingerland eingeführt werden sollten, führte dies 1782/83 zu allgemeinen Protesten in der Region, an denen sich Esenser Bürger in der Stadt 1782/83 beteiligten sich Esenser Bürger mit Steinen und Knüppeln daran. Kurz darauf wurde es den Gemeinden freigestellt, das Gesangbuch zu nutzen.

## Unter Holländischer, Französischer und Preußischer Herrschaft (1806 bis 1815)
Elf Tage nach der Schlacht bei Jena und Auerstedt wurden am 25. Oktober 1806 holländische Truppen von ihrem König Louis in Marsch gesetzt. Sie setzten über die Ems und marschierten einige Tage später nach Aurich. Ostfriesland und das Jeverland wurden zum Departement Oost-Vriesland. Am 11. März 1808 wurde das Departement in Aurich feierlich in das Königreich Holland integriert. Dazu läuteten in der Stadt Kirchenglocken, und 21 Salutschüsse wurden abgefeuert. Am Schloss und am Rathaus wurden königlich-holländische Wappen angebracht, auf dem Schlossturm wurde die Trikolore gehisst.
In den folgenden drei Jahren war Ostfriesland (mit Ausnahme des Rheiderlandes, das dem Departement Groningen angegliedert wurde) als Oost-Vriesland elftes Departement des Königreiches Holland. Als hier zum 1. Januar 1809 alle im Königreich geltenden Lasten, Abgaben und Steuern eingeführt wurden, kam es in Esens zu schweren Tumulten, in deren Verlauf die Fenster der Häuser, in denen Finanzbeamte wohnten, eingeworfen und das Haus des Oberamtmannes gestürmt wurden. Die Unruhen konnten erst beendet werden, nachdem vier Brigaden Gendarmen nach Esens versetzt wurden.
Anfang 1810 begannen französische Truppen, Holland zu besetzen. Einige Tausend französische Soldaten marschierten kurz darauf in Ostfriesland ein. Ostfriesland wurde zum Departement de l’Ems-Oriental (Osterems). Zudem gab es in der Kommunalverwaltung Veränderungen. Der Bürgermeister hieß fortan Maire. Esens wurde zu einem Kanton im Arrondissement Jever. Im Gegensatz zu den preußischen Zeiten, in denen die Ostfriesen ausdrücklich nicht der Militärdienstpflicht unterlagen, mussten sie unter französischer Herrschaft Soldaten stellen. Bei der ersten Militäraushebung wurden in Esens 17 Mann zum Dienst verpflichtet, was abermals zu Unruhen und Desertationen führte, die aber schnell abklangen. Als sich nach dem Russlandfeldzug die Niederlage Napoleons abzeichnete und Hamburg von russischen Truppen im März 1813 vorübergehend befreit wurde, kam es in Ostfriesland zu einem Aufstand, der sich von Friedeburg über Reepsholt, Leerhafe, Burhafe, Buttforde, Dunum, Stedesdorf bis nach Esens ausbreitete. Die französischen Beamten flohen und suchten in Aurich Schutz. Noch war die Macht der Franzosen nicht gebrochen. Der Präfekt schlug den Aufstand mit Verstärkung aus Groningen nieder. Bei Rispel (in der Nähe von Wittmund) trafen aufständische und französische Truppen aufeinander. Das Gefecht endete mit einer Niederlage der Aufständischen. Nach diesem bewaffneten Zusammenstoß hörten die Unruhen zunächst auf. An den Befreiungskriegen gegen Napoleon beteiligten sich Esenser Bürger mit einer 1814 aufgestellten Landwehr, die 1816 ohne Verluste aus Frankreich zurückkehrte. Nach dem Zusammenbruch der französischen Herrschaft zogen in den Jahren 1813 bis 1815 erneut die Preußen ein und die alten Landesgrenzen wurden wieder hergestellt.

## Esens im Königreich Hannover (1815 bis 1866)

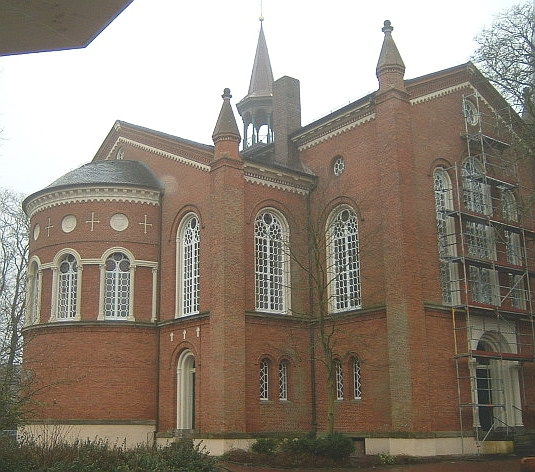
Die St.-Magnus-Kirche von 1848

Nach dem Wiener Kongress (1815) wurde Preußen zur Bezahlung britischer Kriegslieferungen dazu verpflichtet, Ostfriesland an das Großbritannien in Personalunion verbundene Königreich Hannover abzutreten. Die Übergabe erfolgte 1815. Esens wurde zum Sitz zweier Ämter, Esens-Stadt und Esens-Amt (das Umland der Stadt) in der Landdrostei Aurich. Während des Hannoverschen Verfassungskonfliktes wurde der Bürgermeister der Stadt, Eduard Wedekind 1841 strafversetzt. Er hatte sich zuvor mit offenem Protest gegen die Aufhebung des Staatsgrundgesetzes durch König Ernst August gewandt und wusste dabei die Esenser Bevölkerung hinter sich.
Die Hannoversche Herrschaft brachte eine Verbesserung der Infrastruktur für Ostfriesland mit sich. Waren die Straßen und Wege in Ostfriesland bis dato in schlechtem Zustand und teilweise nicht passierbar, wurde nun mit einem groß angelegten Chausseebauprogramm begonnen. Esens wurde 1843 mit einer Straße nach Ogenbargen an das Straßennetz, das bis heute fortbesteht, angeschlossen.
Während der Revolution von 1848/49 kam es in Esens 1849 zu einer großen Kundgebung auf dem Marktplatz, bei der sich Rektor Carl Gittermann zur Frankfurter Nationalversammlung bekannte und den Fürsten vorwarf, sie hätten das Versprechen, ihren Ländern neue Verfassungen zu geben, nicht gehalten. Dafür wurde er später zu vier Wochen Gefängnis verurteilt.
Unter Hannoverscher Herrschaft wurde 1848 die St.-Magnus-Kirche nach Plänen des aus der Hauptstadt des Königreichs stammenden Konsistorialbaumeisters Friedrich August Ludwig Hellner neu erbaut, nachdem das alte Kirchengebäude wegen Baufälligkeit abgerissen werden musste.

## Vom Deutschen Krieg bis zum Ende der Weimarer Republik (1866 bis 1933)
Nach dem Deutschen Krieg von 1866 fiel das Königreich Hannover und mit ihm Esens wieder an Preußen. 1885 wurde im Zuge einer Verwaltungsreform aus den Ämtern Wittmund und Esens sowie der Stadt Esens der Landkreis Wittmund gebildet. Zum Kreissitz wurde Wittmund bestimmt und Esens damit weiterer Funktionen beraubt, erhielt aber durch den Anschluss an das Netz der späteren Reichsbahn 1883 und an die Kleinbahn Leer–Aurich–Wittmund (1909) einen Schub in der Entwicklung als Marktort für die Versorgung der landwirtschaftlich geprägten umliegenden Marsch- und Geestgebiete sowie der zum Harlingerland gehörenden Inseln Langeoog und Spiekeroog. In der Folgezeit wurden mehrere Firmen und Genossenschaften gegründet, darunter eine genossenschaftlich betriebene Fleischwarenfabrik, ein Gaswerk und eine Genossenschaftsbank. Um die Jahrhundertwende begann sich der Fremdenverkehr auf den Inseln zu entwickeln und Esens wurde mit den Sielhäfen Bensersiel und Neuharlingersiel zum Verkehrsknotenpunkt für die Versorgung der Inseln Langeoog und Spiekeroog.
Zur Zeit der Weimarer Republik bestimmten neben Handwerksbetrieben und Einzelhandelsgeschäften eine große Molkerei und eine Muschelkalkmühle das wirtschaftliche Bild. Zu dieser Zeit galt Esens als Hochburg der liberalen DDP, die beispielsweise 1920 bei den Wahlen zum Reichstag 43,9 % der Stimmen auf sich vereinigen konnte. Gegen Ende der Weimarer Republik erstarkten rechte Parteien immer mehr.

## Zeit des Nationalsozialismus und Zweiter Weltkrieg
Bei der Reichstagswahl vom 5. März 1933 wurde die NSDAP mit einem Anteil von 56,8 % der Stimmen stärkste Partei in Esens gefolgt von der 1933 unter dem Namen Kampffront Schwarz-Weiß-Rot antretenden Deutschnationalen Volkspartei, die 21,1 % der Stimmen auf sich vereinigen konnte. Für die SPD stimmten nur noch 13,8 %, für die KPD 2,9 % der Wähler.
Abgesehen von wenigen Aktionen der Krämergilde gegen jüdische Konkurrenten und seltenen Übergriffen einzelner Personen oder Gruppen gegen die jüdische Gemeinde hatte es in Esens vor 1933 kaum nennenswerte Auseinandersetzungen zwischen Juden und Christen gegeben. Noch bei den Kommunalwahlen vom 12. März 1933 kandidierte der Jude Simon Weintal erneut für einen Sitz im Stadtrat, konnte aber nur die Stimmen der in Esens lebenden Juden auf sich vereinigen, was für eine Wiederwahl nicht ausreichte.
Nach der Wahl wurde in der Stadt ein neues Bürgervorsteherkollegium gebildet, das als eine der ersten Maßnahmen den Ausschluss von Juden bei der Auftragsvergabe für Lieferungen an die Stadt beschloss. Der Boykott jüdischer Geschäfte begann in Esens am 28. März 1933. Am 12. April 1933 berichtete die ostfriesische Tageszeitung aus Esens: „Juden gehören nicht in deutsche Schützenvereine. In der letzten Mitgliederversammlung wurden sämtliche Ausländer einschließlich Juden von der Mitgliedschaft ausgeschlossen.“

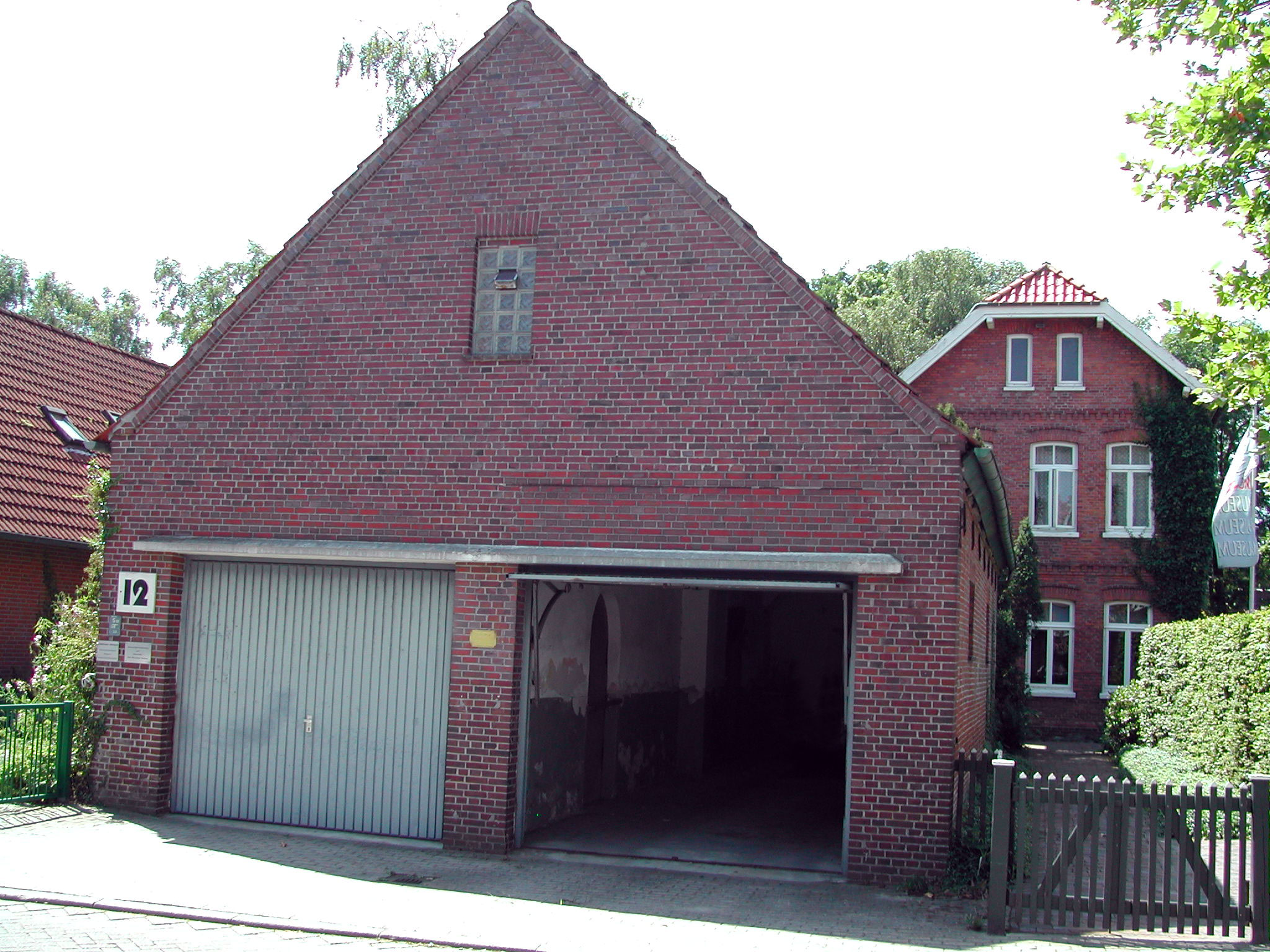
Ehemalige Synagoge in Esens mit dem jüdischen Schulhaus (im Hintergrund). Das Gebäude der Synagoge wird heute als Garage genutzt

Wirtschaftlich besserte sich die Lage in den ersten Jahren nach der Machtübernahme durch die Nationalsozialisten. Aus Dankbarkeit wurden in Esens zwei Straßen in Hindenburgstraße und Adolf-Hitler-Straße umbenannt. Durch Infrastrukturmaßnahmen, wie etwa den Ausbau des Hafens in Bensersiel sank die Arbeitslosenquote in der Stadt. Parallel dazu ging die Ausgrenzung der Juden weiter. Viele Juden verließen daraufhin die Stadt. Die letzte Beerdigung auf dem jüdischen Friedhof fand am 31. März 1938 statt. Während der Novemberpogrome 1938 wurde die Synagoge von der Esenser SA niedergebrannt und alle Juden der Stadt verhaftet. Der Jüdische Friedhof wurde im Frühjahr 1940 geschändet, so dass hier heute nur noch wenige Grabsteine erhalten sind. Mindestens 40 der 139 zwischen 1933 und Frühjahr 1944 ständig oder vorübergehend in Esens lebenden Juden sind im Holocaust umgekommen. 56 emigrierten ins Ausland, vor allem in die USA, nach Argentinien und Israel.
Während des Zweiten Weltkrieges wurde 1942 bei Esens ein Ausbildungslager für Marine-Artilleristen eingerichtet, später auch ein Kriegsgefangenenlager, dessen Insassen sowohl in gewerblichen Betrieben als auch in der Landwirtschaft eingesetzt wurden. Durch Bombenangriffe erleidet Esens in den folgenden Jahren umfangreiche Verluste an Menschen und Bausubstanz. Als besonders verheerend erwies sich dabei der Angriff vom 27. September 1943. Dabei verloren 165 Menschen ihr Leben und große Teile des Stadtkerns wurden zerstört.
Am Ende des Zweiten Weltkrieges zogen zunächst kanadische, später britische Truppen in Esens ein. Eine der ersten Maßnahmen der Militärverwaltung war die Entfernung aller Kommunalpolitiker aus der Zeit des Nationalsozialismus. An ihre Stelle setzte die Militärverwaltung Adde Cassens als Bürgermeister sowie 15 unbelastete Bürger als Stadträte ein.

## Nachkriegsentwicklung

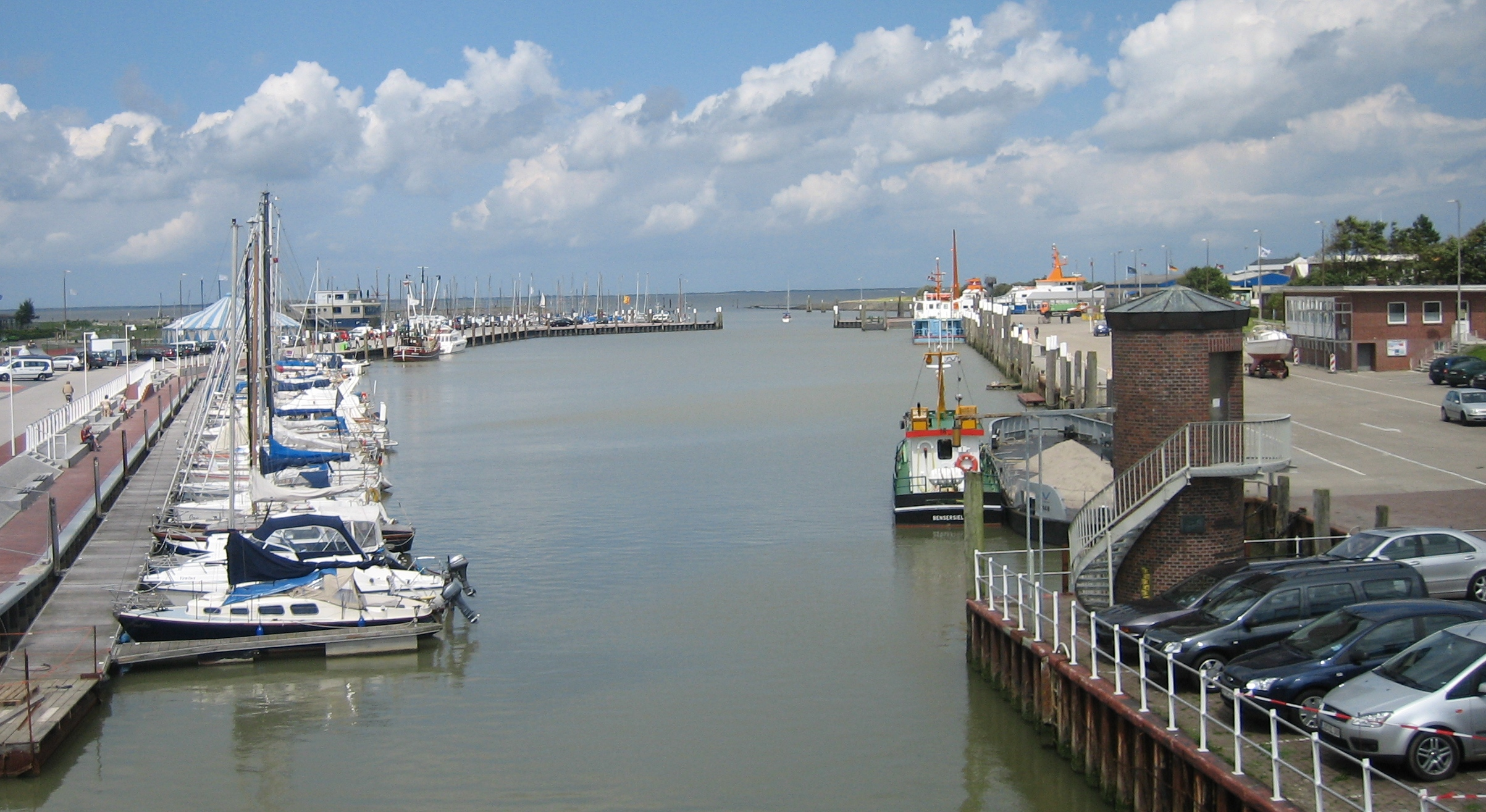
Hafen Bensersiel, im Hintergrund die Fähre nach Langeoog

Durch den Flüchtlingsstrom der Nachkriegszeit nahm die Bevölkerung von Esens erheblich zu. Mehr als 1500 Flüchtlinge mussten versorgt werden, was zu großen Problemen führte. 1946 betrug der Anteil der Flüchtlinge und Vertriebenen an der Gesamtbevölkerung 18 %. Bis 1950 stieg er auf 24 %. 1949 waren von den 4.047 Einwohnern der Stadt 698 Vertriebene und 274 Flüchtlinge, Umquartierte und Evakuierte.
Wirtschaftlich ging es langsam aufwärts. 1951 wurde der Bade- und Verkehrsverein Esens-Bensersiel gegründet. Ab 1960 wird massiv in die Entwicklung des Fremdenverkehrs investiert. 1972 wurde Esens in der Gemeindereform mit den umliegenden Gemeinden zu einer Samtgemeinde zusammengeschlossen. Im selben Jahr wurden Esens und Bensersiel als Küstenbadeorte anerkannt. Nach weiteren Investitionen in die touristische Infrastruktur wurden beide Orte 1990 zum Nordseebad (Kurort) erklärt. Bensersiel ist seit 1996 auch Nordseeheilbad. Die Übernachtungszahlen in Esens-Bensersiel stiegen von 77 000 (1964) auf 241 000 (1971), 1988 lagen sie bei 710 000, 1990 sogar bei 777 000 Übernachtungen pro Jahr.
Heute ist der Tourismus in der Stadt und der umliegenden Region der bedeutendste Wirtschaftsfaktor, in den vor allem im Ortsteil Bensersiel weiter stark investiert wird.
1965 wurde die ganze Altstadt als Sanierungsgebiet ausgewiesen. Mit Hilfe gezielter Maßnahmen erhielt die Innenstadt in den Folgejahren mit Kirchplatz, Haus der Begegnung, Warftbühne, Arkaden und dem Balthasarbrunnen eine umfassende Modernisierung. Einbezogen in das Sanierungskonzept wurde auch eine Nordumgehung zur Verkehrsberuhigung der Innenstadt. Sie war die Grundvoraussetzung zur Umwandlung der Steinstraße in eine Fußgängerzone, 1974 die erste in Ostfriesland überhaupt. 1984 erhielt die Stadt für ihre Stadtsanierung den 1. Preis im Landeswettbewerb „Bauen und Wohnen in alter Umgebung“.
2002 feierte die Stadt Esens die Vergabe der Stadtrechte vor 475 Jahren sowie das 425-jährige Bestehen der Schützencompagnie Esens e. V. die 1577 als Bürgerwehr und Garant der bürgerlichen Ordnung gegründet wurde. Aus Anlass des Doppeljubiläums erfolgten von Juni bis Oktober 2002 verschiedene Feierlichkeiten und Aktionen. Einen bleibenden Eindruck hinterließ die Bären-Aktion, bei der 44 künstlerisch gestaltete Buddy Bären das Esenser Wappentier gezielt in den Blickpunkt der Bürger wie auch der zahlreichen Gäste der Stadt setzte.

## Einwohnerentwicklung
Die Stadt Esens zählt heute gut 7.000 Einwohner und ist damit, gemessen an der Einwohnerzahl, eine der kleinsten Städte Ostfrieslands. Wesentliche Schübe in der Einwohnerentwicklung ergaben sich zum einen nach dem Ende des Zweiten Weltkriegs, als viele Flüchtlinge und Vertriebene aus den früheren Ostgebieten des Deutschen Reiches aufgenommen wurden. Die Einwohnerzahl Aurichs lag 1946 ziemlich genau um 50 Prozent höher als 1939 (Basisjahr).
| Jahr | Einwohnerzahl |
| ---- | ------------- |
| 1744 | 1.475         |
| 1780 | 1.567         |
| 1840 | 2.223         |
| 1890 | 2.098         |
| 1905 | 2.487         |

| Jahr | Einwohnerzahl |
| ---- | ------------- |
| 1913 | 2.189         |
| 1925 | 2.218         |
| 1933 | 2.968         |
| 1939 | 3.072         |
| 1946 | 3.688         |

| Jahr | Einwohnerzahl |
| ---- | ------------- |
| 1950 | 4.495         |
| 1961 | 4.502         |
| 1972 | 5.967         |
| 1999 | 6.725         |
| 2005 | 6.816         |